# Fabio De Crignis
Fabio De Crignis (Chiesa in Valmalenco, 7 aprile 1968) è un ex sciatore alpino italiano.

## Biografia
De Crignis, slalomista puro, fece parte dal 1990 al 1997 della nazionale di sci alpino dell'Italia; in Coppa del Mondo ottenne il primo risultato di rilievo l'8 agosto 1990 a Mount Hutt (4º) e conquistò il primo podio ad Aspen il 10 marzo 1991, giungendo 3º alle spalle dell'austriaco Rudolf Nierlich e dello svedese Thomas Fogdö. Ai XVI Giochi olimpici invernali di Albertville 1992, l'unica rassegna olimpica cui partecipò, non concluse la gara; a Park City il 26 novembre 1995 ottenne il secondo e ultimo podio in Coppa del Mondo, ancora 3º dietro allo sloveno Andrej Miklavc e all'austriaco Christian Mayer.
Il 30 gennaio 1996 conquistò l'ultima vittoria in Coppa Europa, a Lenzerheide; disputò quindi i Mondiali di Sierra Nevada 1996, sua prima presenza iridata, senza terminare la prova. Sempre nel 1996, il 6 marzo a Champoluc, salì per l'ultima volta sul podio in Coppa Europa (2º); nel 1997 ai Mondiali di Sestriere, sua ultima presenza iridata, si classificò 20º e il 9 marzo prese per l'ultima volta il via in Coppa del Mondo, a Shigakōgen (16º). Si ritirò al termine di quella stessa stagione 1996-1997 e la sua ultima gara fu lo slalom speciale dei Campionati italiani 1997, disputato il 27 marzo a Cerreto Laghi e non completato da De Crignis.

## Palmarès

### Coppa del Mondo
- Miglior piazzamento in classifica generale: 31º nel 1996
- 2 podi (entrambi in slalom speciale):
  - 2 terzi posti

### Coppa Europa
- Miglior piazzamento in classifica generale: 2º nel 1990
- 8 podi (dati dalla stagione 1994-1995):
  - 1 vittoria
  - 2 secondi posti
  - 5 terzi posti

#### Coppa Europa - vittorie
| Data            | Località    | Paese    | Specialità |
| --------------- | ----------- | -------- | ---------- |
| 30 gennaio 1996 | Lenzerheide | Svizzera | SL         |

Legenda:

SL = slalom speciale

### Campionati italiani
- 3 medaglie[1]:

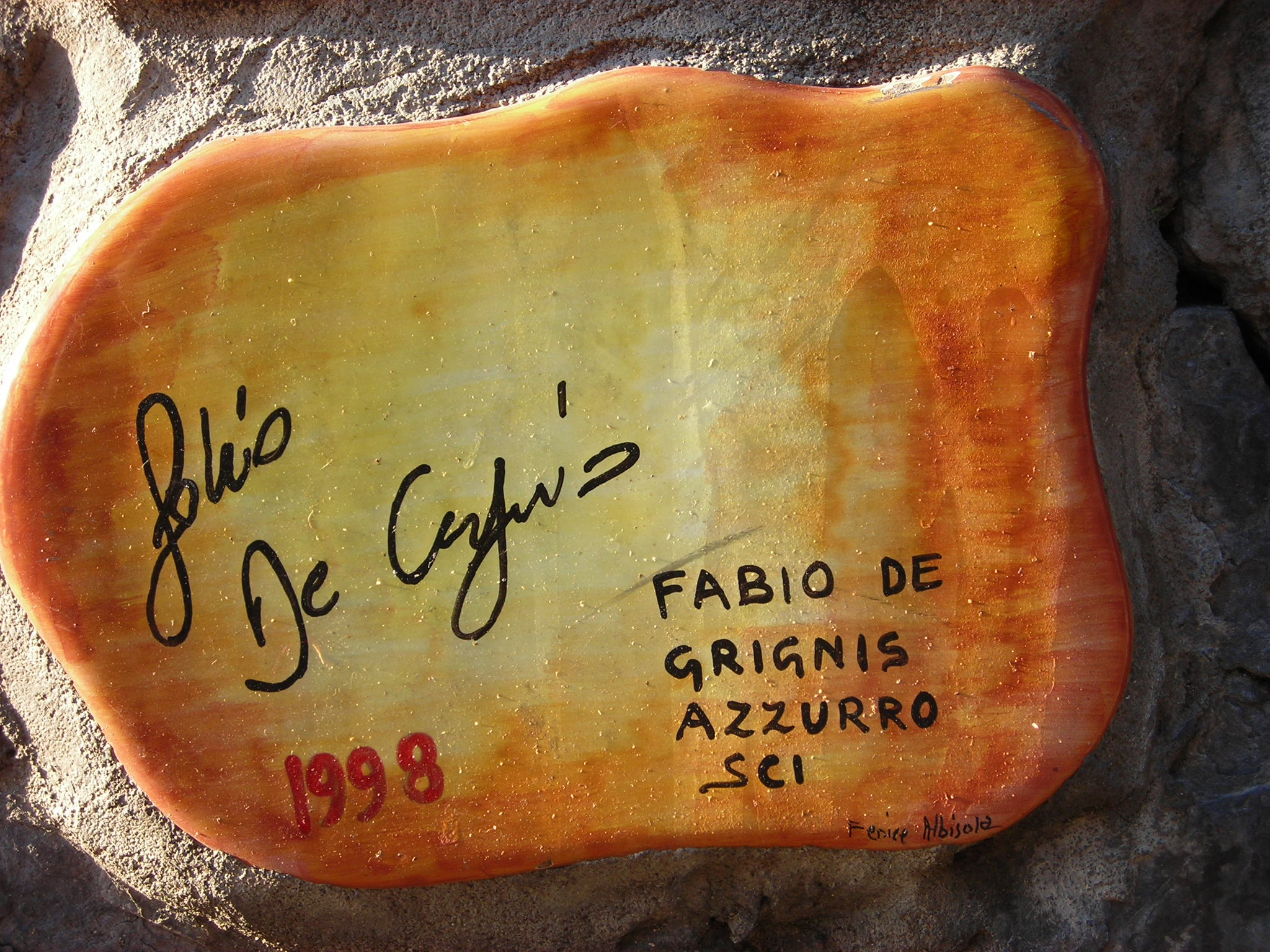
La piastrella del Muretto di Alassio autografata da De Crignis

  - 2 argenti (combinata nel 1988; slalom speciale nel 1995)
  - 1 bronzo (slalom speciale nel 1994)